# Кладбище Буа-де-Во
Кладбище Буа-де-Во (фр. Cimetière du Bois-de-Vaux) — один из центральных некрополей Лозанны в Швейцарии.
Кладбище признано культурным достоянием национального значения (фр. bien culturel suisse d'importance national).

## История
Решение об открытии кладбища было принято в начале XX века, когда на других кладбищах Лозанны практически не оставалось мест для захоронений. На архитектурный проект нового некрополя был объявлен конкурс, победителем которого стал архитектор Альфонс Лаверрьер. Вдохновлённый кладбищем Пер-Лашез в Париже, Ливеррьер работал над общей концепцией кладбища с 1922 по 1951 год: устроил в центре Буа-де-Во парковую зону с фонтаном и цветниками, а также разработал проект собственной могилы и ряд других надгробий.
Общее количество захоронений в настоящее время достигает 26 тысяч. Здесь похоронены многие известные люди, среди которых Пьер де Кубертен, основатель современных Олимпийских игр, Коко Шанель и многие другие люди.
Когда в 1929 году в Лозанне скончался американский епископ Чарльз Брент, пожелавший быть похороненным в городе, власти выделили на кладбище участок для погребения выдающихся иностранцев.